# Ламу (округ)
Ламу — административный округ в бывшей Северо-Восточной провинции Кении. Его столица и крупнейший городской район — Ламу. Население округа — 143 920, из которых 76 103 мужчин, 67 813 женщин и 4 транссексуала. Площадь округа около 6 273,1 км², это включает в себя материковую часть и более 65 островов архипелага Ламу. Общая протяженность береговой линии составляет 130 км. В округе насчитывается 37 963 домохозяйств со средней численностью 3,7 человека на домохозяйство и плотностью населения 23 человека на квадратный километр.
Основными видами экономической деятельности в округе являются растениеводство, животноводство, рыболовство, туризм и добыча полезных ископаемых, в первую очередь карьерным методом. Среди проблем, с которыми сталкивается округ Ламу - рост численности населения из-за миграции в округ из других частей страны, отчасти вызванная ожидаемыми возможностями, открывающимися благодаря транспортному коридору Ламу Порт — Южный Судан —Эфиопия (ЛПЮСЭ). Другие проблемы включают недостаток земли и плохое управление земельными ресурсами, недостаточные социальные услуги, такие как здравоохранение и образование, недостаточное снабжение водопроводной и пресной водой, недостаточно развитую инфраструктуру и отсутствие продовольственной безопасности.
В округе произрастают обширные мангровые леса.